# Automat biletowy

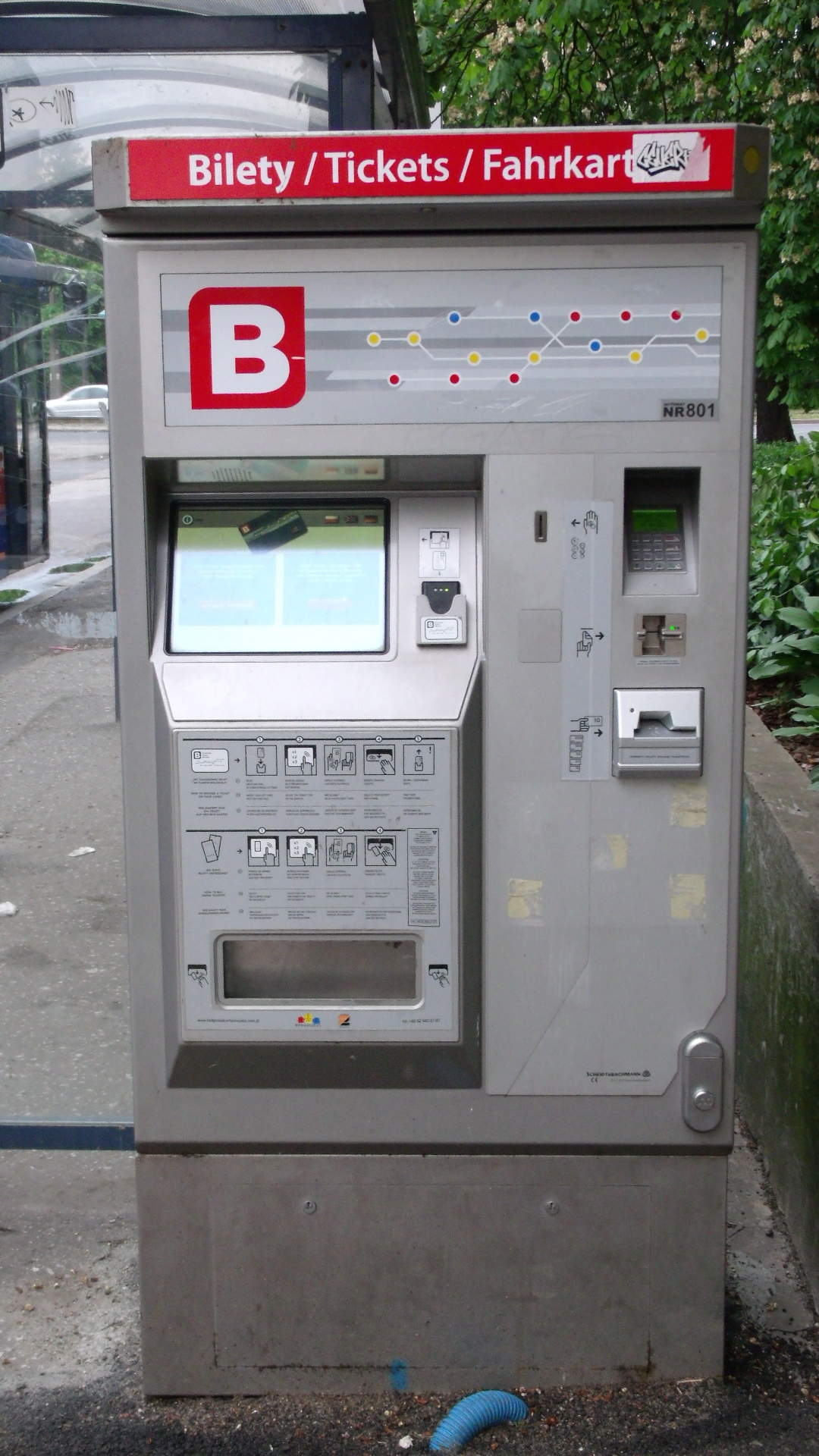
Automat biletowy MZK w Bydgoszczy

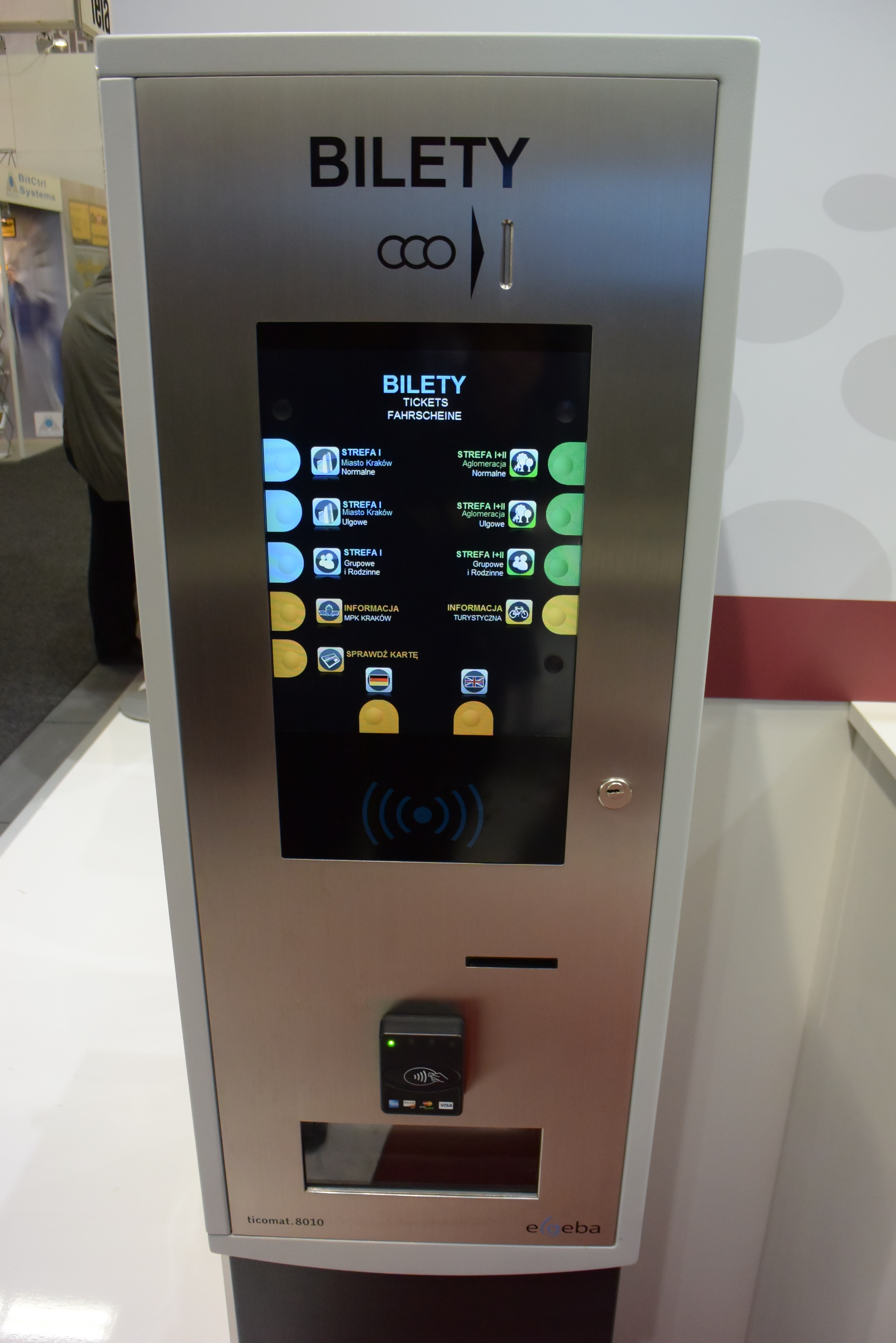
Automat biletowy przeznaczony do montażu w pojeździe

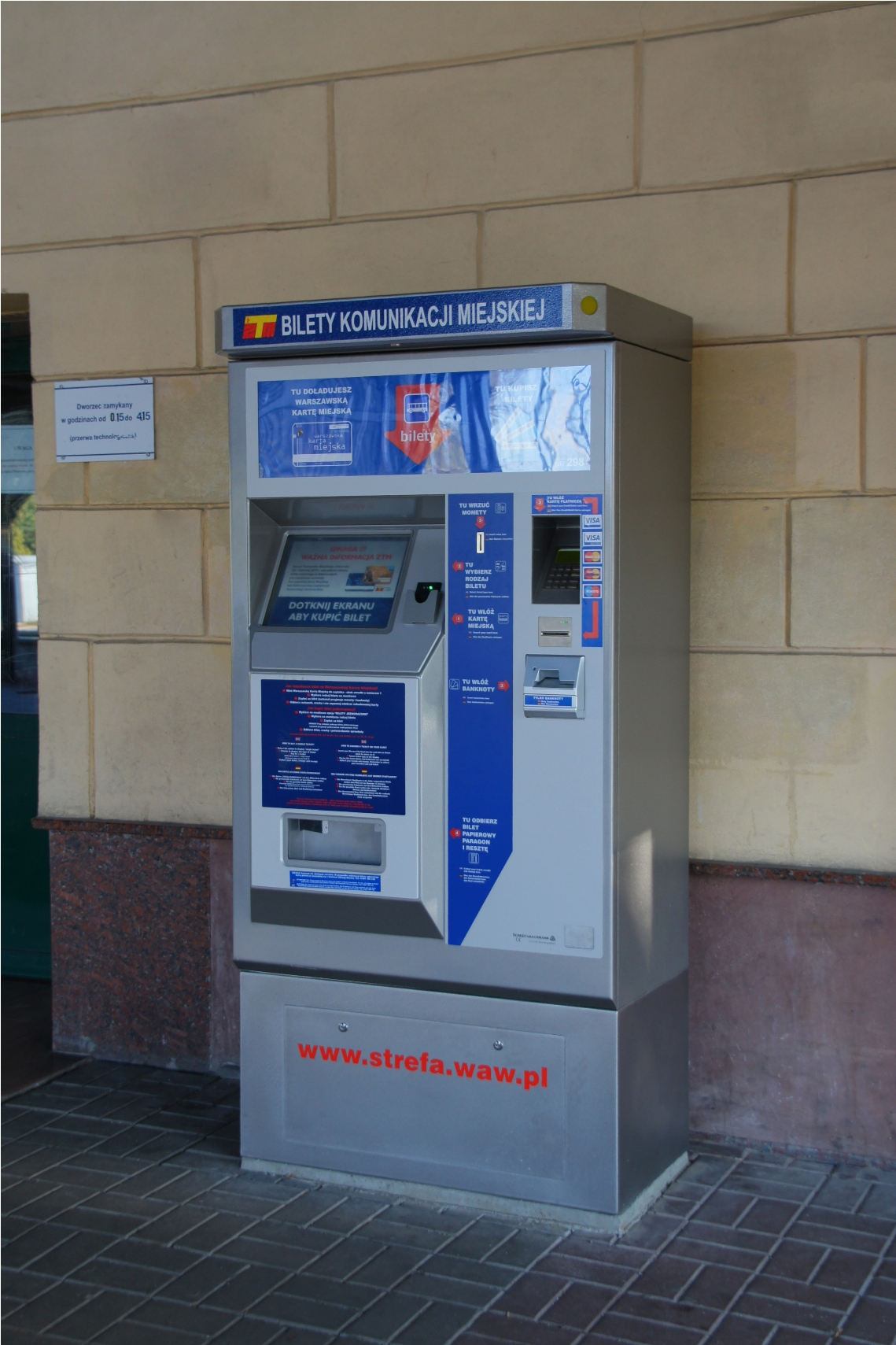
Automat biletowy ZTM w Warszawie

Automat biletowy, biletomat – automatyczne urządzenie (rodzaj automatu sprzedającego) służące do sprzedaży biletów, umieszczone na przystankach komunikacji miejskiej, stacjach metra i SKM, dworcach, przystankach kolejowych oraz mobilne biletomaty w niektórych tramwajach, autobusach i pociągach.
Użytkownik za pomocą umieszczonych na automacie przycisków lub ekranu dotykowego wybiera rodzaj i liczbę biletów, a następnie rodzaj płatności: gotówka, karta kredytowa, karta debetowa lub karta miejska, często płatność mobilna przykładowo na terenie Polski Blik. Bilety po uiszczeniu opłaty są drukowane i wydawane klientowi albo ładowane na kartę miejską.
Ceny biletów zakupionych w automatach mogą być niższe niż w kioskach, u kierowcy, motorniczego czy konduktora.
Do automatów biletowych można też zaliczyć parkomaty umieszczane w strefach płatnego parkowania sprzedające bilety parkingowe.